# 伦纳特·斯科格隆
伦纳特·斯科格隆（瑞典語：Lennart Skoglund，1929年12月24日—1975年7月8日），瑞典男子足球运动员。他曾代表瑞典国家队参加1950年和1958年国际足联世界杯，其中1950年世界杯获得季军，1958年世界杯获得亚军。